# Guédiawaye
Pour les articles homonymes, voir Guédiawaye (homonymie).
Guédiawaye est une ville côtière du Sénégal, située au nord de la région de Dakar. Guédiawaye est le chef-lieu du département éponyme. Elle est en 2007 la quatrième ville du pays par sa population.

## Géographie
Située sur le littoral nord de la presqu'île du Cap-Vert, la ville est construite sur un ensemble de cordons dunaires séparés par des lacs asséchés et des bas-fonds fertiles appelés niayes.

## Histoire
Guédiawaye est créée en 1967 dans le but de recaser les déguerpis venus des quartiers du centre de Dakar sur décision des pouvoirs publics. La commune de Guédiawaye est érigée en 1990, elle obtient le statut de ville en 1996. En 2002, le département de Guédiawaye est instauré par démembrement du département de Pikine. En 2014, les cinq communes d'arrondissement sont érigées en communes de plein exercice.

## Administration
Comme Dakar, Pikine et Rufisque, Guédiawaye est découpée en communes d'arrondissement (cinq) depuis le décret no 96-745 du 30 avril 1996 : Golf Sud,  Médina Gounass, Ndiarème Limamoulaye, Sam Notaire et Wakhinane Nimzatt. Le conseil de la ville est composé de 80 conseillers municipaux.
| Période     | Identité            | Parti          |
| ----------- | ------------------- | -------------- |
| 1996 - 2001 | Chérif Macky Sall   | PS             |
| 2001 - 2002 | délégation spéciale | DG soleil      |
| 2002 - 2009 | Bocar Sadikh Kane   | PDS            |
| 2009 - 2011 | Chérif Macky Sall   | PS             |
| 2011 - 2014 | Cheikh SARR         | ÑAXX JARIÑU    |
| 2014 - 2022 | Aliou Sall          | APR            |
| depuis 2022 | Ahmed Aidara        | Yewwi Askan Wi |

## Économie
Guédiawaye est principalement constituée de quartiers résidentiels de type cité-dortoir, avec peu d'industries.

## Sports
Le Guédiawaye Football Club a évolué en ligue 1 du Championnat du Sénégal de football et réside au Stade Amadou Barry.
Le champion de lutte sénégalaise, Balla Gaye 2, chef de file de l'écurie « École de lutte Balla Gaye » de Guédiawaye, est né à Guédiawaye et a été « Roi des arènes » de la lutte sénégalaise de 2012 à 2017.

## Personnalités liées à Guédiawaye
- Marouba Fall, romancier, poète et dramaturge, né en 1950 ;
- Tony Sylva, footballeur professionnel (1995-2010), international, né en 1975;
- Balla Gaye 2 (Omar Sakko), lutteur, né en 1986 ;
- Diafra Sakho, footballeur professionnel depuis 2010, né en 1989;
- Amadou Ndiaye, athlète, né en 1992;
- Ibrahima Mbaye, footballeur professionnel depuis 2012, né en 1994;
- Moussa Diagne, basketteur professionnel, né en 1994;
- Demba Seck, footballeur professionnel, né en 2001;

## Jumelages
- Birmingham (Alabama) (États-Unis) depuis 2005
- Tifariti (Sahara occidental)